# Бандера (Сантьяго-дель-Естеро)
Банде́ра (ісп. Bandera, дос. «Прапор») — муніципалітет і місто в провінції Сантьяго-дель-Естеро в Аргентині. Є адміністративним центром департаменту Бельграно, на краю національного шосе 98. Бандера лежить на відстані близько 272 км від столиці провінції, куди можна дістатися національним шосе № 34 і провінційним шосе № 21. За даними перепису 2001 року, в місті проживає 5335 чоловік, що становить 67 % загальної чисельності населення департаменту.

## Фестивалі та виставки
- Bandera Expo — найважливіша сільськогосподарська торгова виставка на південному сході Сантьяго-дель-Естеро, проводиться зазвичай у червні, на території Сільського суспільства південного сходу Сантьяго-дель-Естеро.
- Провінційний фестиваль биків Сантьяго-дель-Естеро проводиться щорічно разом з виставкою Bandera Expo.

## Парафіяльні церкви
- Парафіяльна церква Сан-Франциско Солано
- Парафіяльна церква Богоматері Гваделупської
- Парафіяльна церква Сан-Каетано